# 薩科舒圖爾切斯克鄉
45°39′N 21°26′E / 45.650°N 21.433°E
薩科舒圖爾切斯克鄉（羅馬尼亞語：Comuna Sacoșu Turcesc, Timiș），是羅馬尼亞的鄉份，位於該國西部，由蒂米什縣負責管轄，面積113平方公里，海拔高度96米，2002年人口2,935，人口密度每平方公里26人。